# Ring Magazine Fighter of the Year
Il premio Fighter of the Year fu creato nel 1922 dalla rivista Ring Magazine. Esso viene assegnato secondo una votazione dei giornalisti facenti parte della redazione, che indicano il pugile che più si è distinto nel corso dell'anno.

## Fighter of the Year per decennio[1]

### Anni venti
- 1922 -  Harry Greb
- 1923 -  Jack Dempsey
- 1924 -  Harry Greb (2)
- 1925 -  Paul Berlenbach
- 1926 -  Gene Tunney
- 1927 -  Mickey Walker
- 1928 -  Gene Tunney (2)
- 1929 -  Tommy Loughran

### Anni trenta
- 1930 -  Max Schmeling
- 1931 -  Tommy Loughran (2)
- 1932 -  Jack Sharkey
- 1933 - non assegnato
- 1934 -  Tony Canzoneri e  Barney Ross
- 1935 -  Barney Ross (2)
- 1936 -  Joe Louis
- 1937 -  Henry Armstrong
- 1938 -  Joe Louis (2)
- 1939 -  Joe Louis (3)

### Anni quaranta
- 1940 -  Billy Conn
- 1941 -  Joe Louis (4)
- 1942 -  Sugar Ray Robinson
- 1943 -  Fred Apostoli
- 1944 -  Beau Jack
- 1945 -  Willie Pep
- 1946 -  Tony Zale
- 1947 -  Gus Lesnevich
- 1948 -  Ike Williams
- 1949 -  Ezzard Charles

### Anni cinquanta
- 1950 -  Ezzard Charles (2)
- 1951 -  Sugar Ray Robinson (2)
- 1952 -  Rocky Marciano
- 1953 -  Bobo Olson
- 1954 -  Rocky Marciano (2)
- 1955 -  Rocky Marciano (3)
- 1956 -  Floyd Patterson
- 1957 -  Carmen Basilio
- 1958 -  Ingemar Johansson
- 1959 -  Ingemar Johansson (2)

### Anni sessanta
- 1960 -  Floyd Patterson (2)
- 1961 -  Joe Brown
- 1962 -  Dick Tiger
- 1963 -  Muhammad Ali
- 1964 -  Emile Griffith
- 1965 -  Dick Tiger (2)
- 1966 -  Muhammad Ali (2) (assegnato postumo nel 2016)
- 1967 -  Joe Frazier
- 1968 -  Nino Benvenuti
- 1969 -   José Nápoles

### Anni settanta
- 1970 -  Joe Frazier (2)
- 1971 -  Joe Frazier (3)
- 1972 -  Muhammad Ali (3) e  Carlos Monzón
- 1973 -  George Foreman
- 1974 -  Muhammad Ali (4)
- 1975 -  Muhammad Ali (5)
- 1976 -  George Foreman (2)
- 1977 -  Carlos Zarate
- 1978 -  Muhammad Ali (6)
- 1979 -  Sugar Ray Leonard

### Anni ottanta
- 1980 -  Thomas Hearns
- 1981 -  Sugar Ray Leonard (2) e  Salvador Sánchez
- 1982 -  Larry Holmes
- 1983 -  Marvin Hagler
- 1984 -  Thomas Hearns (2)
- 1985 -  Marvin Hagler (2) e  Donald Curry
- 1986 -  Mike Tyson
- 1987 -  Evander Holyfield
- 1988 -  Mike Tyson (2)
- 1989 -  Pernell Whitaker

### Anni novanta
- 1990 -  Julio César Chávez
- 1991 -  James Toney
- 1992 -  Riddick Bowe
- 1993 -  Michael Carbajal
- 1994 -  Roy Jones Jr.
- 1995 -  Óscar de la Hoya
- 1996 -  Evander Holyfield (2)
- 1997 -  Evander Holyfield (3)
- 1998 -  Floyd Mayweather Jr.
- 1999 -  Paulie Ayala

### Anni duemila
- 2000 -  Félix Trinidad
- 2001 -  Bernard Hopkins
- 2002 -  Vernon Forrest
- 2003 -  James Toney (2)
- 2004 -  Glen Johnson
- 2005 -  Ricky Hatton
- 2006 -  Manny Pacquiao
- 2007 -  Floyd Mayweather Jr. (2)
- 2008 -  Manny Pacquiao (2)
- 2009 -  Manny Pacquiao (3)

### Anni duemiladieci
- 2010 -  Sergio Gabriel Martínez
- 2011 -  Andre Ward
- 2012 -  Juan Manuel Márquez
- 2013 -  Stevenson Adonis
- 2014 -  Sergej Kovalëv
- 2015 -  Tyson Fury
- 2016 -  Carl Frampton
- 2017 -  Vasyl' Lomačenko
- 2018 -  Oleksandr Usyk
- 2019 -  Saúl Álvarez

### Anni duemilaventi
- 2020 -  Tyson Fury (2) e  Teófimo López
- 2021 -  Saúl Álvarez (2)
- 2022 -  Dmitrij Bivol
- 2023 -  Naoya Inoue
- 2024 -  Oleksandr Usyk (2)

## Fighter of the Decade
- Anni 1910 -  Sam Langford
- Anni 1920 -  Benny Leonard
- Anni 1930 -  Henry Armstrong
- Anni 1940 -  Sugar Ray Robinson
- Anni 1950 -  Sugar Ray Robinson (2)
- Anni 1960 -  Muhammad Ali
- Anni 1970 -  Roberto Durán
- Anni 1980 -  Sugar Ray Leonard
- Anni 1990 -  Roy Jones Jr.
- Anni 2000 -  Manny Pacquiao
- Anni 2010 -  Floyd Mayweather Jr.